# Cyril Montana
Cyril Montana (31 december 1969) is een Frans schrijver en journalist. Als journalist werkte hij voor een groot aantal kranten onder andere voor Le Point, sport and style en Grand Seigneur. Montana is gehuwd geweest met Anggun, een Indonesische die hij ontmoette in Parijs. 

## Werken
- Malabar trip, Paris, Éditions Le Dilettante, 2003, 125 p. ISBN 2-84263-077-7
- Carla on my mind, Paris, Éditions Le Dilettante, 2005, 156 p. ISBN 2-84263-102-1
- Le Bonheur de refaire le monde, Paris, Maren Sell Éditeurs, 2005, 158 p. ISBN 2-35004-031-3
- La Faute à Mick Jagger, Paris, Éditions Le Dilettante, 2007, 222 p. ISBN 978-2-84263-147-5
- Je nous trouve beaux, Paris, Albin Michel, coll. « Littérature générale », 2013, 200 p. ISBN 978-2-226-24524-3

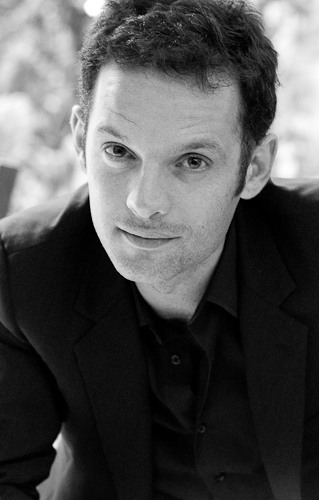
Cyril Montana (2014).

- Bibliothèque nationale de France: cb14487222m (data)
- International Standard Name Identifier: 0000 0001 0855 4866
- Nederlandse Thesaurus van Auteursnamen: 307081044
- Système universitaire de documentation: 085673269
- Virtual International Authority File: 15000374
- WorldCat: E39PBJy8wGxd3Kgmb9wMRmc3wC